# Lintgen vasútállomás
Lintgen vasútállomás Luxemburgban, Lintgen településen található.

## Vasútvonalak
Az állomást az alábbi vasútvonalak érintik:
- CFL 10-es vonal

## Kapcsolódó állomások
A vasútállomáshoz az alábbi állomások vannak a legközelebb:
- Mersch vasútállomás
- Lorentzweiler vasútállomás